# Superliga 1993-1994 (Slovacchia)
L'edizione 1993-94 della Corgoň Liga vide la vittoria finale della Slovan Bratislava.

## Poule scudetto
|   | Classifica          | G  | V  | N  | P  | GF | GS | Pt |
| - | ------------------- | -- | -- | -- | -- | -- | -- | -- |
| 1 | Slovan Bratislava   | 32 | 20 | 10 | 2  | 63 | 28 | 50 |
| 2 | Inter Bratislava    | 32 | 18 | 4  | 10 | 65 | 45 | 40 |
| 3 | DAC Dunajská Streda | 32 | 13 | 10 | 9  | 62 | 47 | 36 |
| 4 | Tatran Prešov       | 32 | 10 | 14 | 8  | 47 | 43 | 34 |
| 5 | Žilina              | 32 | 11 | 11 | 10 | 50 | 42 | 33 |
| 6 | VSS Košice          | 32 | 8  | 11 | 13 | 35 | 54 | 27 |

## Poule retrocessione
|    | Classifica        | G  | V | N  | P  | GF | GS | Pt |
| -- | ----------------- | -- | - | -- | -- | -- | -- | -- |
| 7  | Spartak Trnava    | 32 | 8 | 12 | 12 | 25 | 32 | 28 |
| 8  | Lokomotíva Košice | 32 | 7 | 14 | 11 | 30 | 47 | 28 |
| 9  | Dukla B.B.        | 32 | 9 | 9  | 14 | 31 | 43 | 27 |
| 10 | Humenné           | 32 | 7 | 13 | 12 | 31 | 43 | 27 |
| 11 | Banik Prievidza   | 32 | 9 | 9  | 14 | 34 | 42 | 27 |

## Verdetti
- ŠK Slovan Bratislava campione di Slovacchia.
- Nessuna retrocessione perché il campionato viene allargato a 12 squadre.

## Statistiche e record

### Classifica marcatori
| Gol |  |  | Giocatore        | Squadra             |
| --- |  |  | ---------------- | ------------------- |
| 19  |  |  | Pavol Diňa       | DAC Dunajská Streda |
| 14  |  |  | Martin Obšitník  | Inter Bratislava    |
| 14  |  |  | Mikuláš Radványi | DAC Dunajská Streda |
| 12  |  |  | Ľuboš Zuziak     | Žilina              |
| 12  |  |  | Ivan Šefčík      | Žilina              |